# العلاقات البوسنية المالطية
العلاقات البوسنية المالطية هي العلاقات الثنائية التي تجمع بين البوسنة والهرسك ومالطا.

## مقارنة بين البلدين
هذه مقارنة عامة ومرجعية للدولتين:
| وجه المقارنة                                              | البوسنة والهرسك                                             | مالطا                                                     |
| --------------------------------------------------------- | ----------------------------------------------------------- | --------------------------------------------------------- |
| المساحة (كم2)                                             | 51.20 ألف                                                   | 316                                                       |
| عدد السكان (نسمة)                                         | 3.51 مليون                                                  | 465.29 ألف                                                |
| الكثافة السكانية (ن./كم²)                                 | 68.55                                                       | 147.24 ألف                                                |
| العاصمة                                                   | سراييفو                                                     | فاليتا                                                    |
| اللغة الرسمية                                             | اللغة البوسنوية، اللغة الكرواتية، اللغة الصربية             | اللغة المالطية، لغة إنجليزية                              |
| العملة                                                    | مارك بوسني                                                  | يورو، ليرة مالطية                                         |
| الناتج المحلي الإجمالي (بليون دولار)                      | 18.17 مليار                                                 | 12.54 مليار                                               |
| الناتج المحلي الإجمالي (تعادل القوة الشرائية) بليون دولار | 41.35 مليار                                                 | 14.68 مليار                                               |
| الناتج المحلي الإجمالي الاسمي للفرد دولار أمريكي          | 4.25 ألف                                                    | 22.60 ألف                                                 |
| الناتج المحلي الإجمالي للفرد دولار أمريكي                 | 10.43 ألف                                                   |                                                           |
| مؤشر التنمية البشرية                                      | 0.733                                                       | 0.839                                                     |
| رمز المكالمات الدولي                                      | +387                                                        | +356                                                      |
| رمز الإنترنت                                              | .ba                                                         | .mt                                                       |
| المنطقة الزمنية                                           | توقيت وسط أوروبا، ت ع م+01:00، ت ع م+02:00، أوروبا/سراييفو ‏ | توقيت وسط أوروبا، ت ع م+01:00، ت ع م+02:00، أوروبا/مالطا ‏ |

## منظمات دولية مشتركة
يشترك البلدان في عضوية مجموعة من المنظمات الدولية، منها:
| علم المنظمة | اسم المنظمة                               | تاريخ انضمام البوسنة والهرسك | تاريخ انضمام مالطا |
| ----------- | ----------------------------------------- | ---------------------------- | ------------------ |
|             | يونسكو                                    | 2 يونيو 1993                 | 10 فبراير 1965     |
|             | وكالة ضمان الاستثمار متعدد الأطراف        | 19 مارس 1993                 | 12 سبتمبر 1990     |
|             | مجلس أوروبا                               | 24 أبريل 2002                | ?                  |
|             | الأمم المتحدة                             | 22 مايو 1992                 | 1 ديسمبر 1964      |
|             | الاتحاد البريدي العالمي                   | ?                            | ?                  |
|             | البنك الدولي للإنشاء والتعمير             | 25 فبراير 1993               | 26 سبتمبر 1983     |
|             | الاتحاد الدولي للاتصالات                  | 20 أكتوبر 1992               | 1965               |
|             | منظمة حظر الأسلحة الكيميائية              | ?                            | ?                  |
|             | مؤسسة التمويل الدولية                     | 25 فبراير 1993               | 1 يونيو 2005       |
|             | المنظمة الأوروبية لسلامة الملاحة الجوية   | 2004                         | 1989               |
|             | المركز الدولي لتسوية المنازعات الاستشارية | 13 يونيو 1997                | 3 ديسمبر 2003      |
|             | منظمة الشرطة الجنائية الدولية             | ?                            | ?                  |
|             | منظمة الأمن والتعاون في أوروبا            | 30 أبريل 1992                | 25 يونيو 1973      |

## وصلات خارجية
- موقع وزارة الخارجية البوسنية
- موقع وزارة الخارجية المالطية